# Parque estatal Albert Loefgren
El Parque Estatal Albert Loefgren (en portugués : Parque Estadual Alberto Löfgren, conocido como Horto Florestal), es un parque de 174 hectáreas de extensión que alberga un jardín botánico y un arboreto, de administración estatal, que se encuentra en la ciudad de São Paulo, Brasil. 

## Localización
El parque se encuentra en el "Parque Estadual da Cantareira" al pie de la Serra da Cantareira, a unos 11 km del centro de la ciudad de São Paulo.
Parque Estadual Alberto Löfgren Tremembé e Mandaqui, São Paulo, Brasil. 
Planos y vistas satelitales, 23°27′33″S 046°38′02″O / -23.45917, -46.63389
Está abierto al público a diario, la entrada es libre.  

## Historia
Fue creado por el Decreto 335 de 10 de febrero de 1896 por iniciativa del botánico sueco de la "Comissão Geográfica e Geológica do Estado", Albert Löfgren. Por este motivo el Parque Estatal de la Ciudad pasó posteriormente a tener su nombre.

## Colecciones
Alberga el Instituto Florestal, órgano estatal que coordina las "Unidades de Conservação" del estado de São Paulo. En este parque se encuentra la casa de verano del gobernador del estado, residencia pública que alberga al gobernador vigente. Puede ser visitar también el Museu Florestal Otávio Vecchi, que posee en su xiloteca el mayor acervo de maderas da América Latina. Al lado del museo se encuentra la marca del Trópico de Capricornio que corta el parque.
Sus ecosistemas son el jardín botánico y el arboreto. Posee dos lagos con islas formadas por raíces de árboles, un campo de fútbol que ya albergó al "Esporte Clube Silvicultura", posee también terrenos de juegos y para actividades de ocio, tal como área para pic-nic, sendas de deporte, fuentes de água mineral; además nos encontramos muchos animales, como tortugas, garzas, macacos, capibaras, patos, gansos, pájaros silvestres entre otros.
Está corriendo un serio riesgo de degradación ambiental, juntamente con el Parque da Serra da Cantareira, con la construcción de la famosa y controvertida obra viaria, conocida por "Trecho Norte" del Rodoanel.
Se especula que la obra puede comprometer el Sistema Cantareira, afectando al abastecimiento de agua de la ciudad de São Paulo. 
Además, se trata de una región de preservación ambiental internacionalmente reconocida por la UNESCO, conocida como Cinturão Verde de São Paulo*

## Galería de Fotos
|  |                  |  |                    |
|  |                  |  |                    |
|  | Lagos del Parque |  | Palacio del Jardín |

|                                  |                                                 |                                |                    |  |  |  |
|                                  |                                                 |                                |                    |  |  |  |
| Marco del Trópico de Capricornio | Parte interna del Museu Florestal Otávio Vecchi | Área para pic-nic en el parque | Pasaje entre lagos |  |  |  |